# Diedenhain
Diedenhain ist ein Ortsteil der sächsischen Kleinstadt Hartha im Landkreis Mittelsachsen.

## Geografie und Verkehrsanbindung
Der Ort liegt östlich des Kernortes Hartha. Nördlich vom Ort fließt der Steinaer Bach und südlich der Richzenhainer Bach. Beide sind Zuflüsse der Zschopau, die östlich fließt. Die B 175 verläuft nördlich. 

## Persönlichkeiten
- Friedrich Albert Fallou (* 1794; † 1877 in Diedenhain), Rechtsanwalt und Bodenkundler